# Higashikushira
Higashikushira (東串良町 Higashikushira-chō?) es un pueblo en la prefectura de Kagoshima, Japón, localizado al sur de la isla de Kyūshū. Tenía una población estimada de 6188 habitantes el 1 de marzo de 2021 y una densidad de población de 223 personas por km².

## Geografía
Higashikushira está localizado en el noreste de la prefectura de Kagoshima, en la costa este de la península de Ōsumi. Limita al norte con Ōsaki, al sur con Kimotsuki, al oeste con Kanoya y al este con la bahía Shibushi.

## Historia
El área de Higashikushira fue colonizada por pueblos de las culturas Jōmon y Yayoi en el período prehistórico. Numerosos sitios arqueológicos en el pueblo datan de este período, incluido el Tōjinkofun, la antigua tumba de Tojin.
Higashikushira fue clasificada como villa hasta el 1 de octubre de 1932, cuando fue reclasificada como pueblo. A pesar de la reciente tendencia nacional de que pueblos y ciudades se fusionen para formar unidades administrativas más grandes, los residentes de Higashikushira votaron para seguir siendo un municipio independiente. Aunque se discutieron varias propuestas, desde una fusión con varias ciudades locales hasta la absorción en el área metropolitana de la ciudad de Kanoya, los residentes rechazaron todas las opciones a favor de retener la administración local.

## Economía
La agricultura, la pesca y la cría de animales constituyen la mayor parte de la actividad económica del pueblo. Higashikushira produce rábanos japoneses  (大根 daikon?), arroz, tomates, batatas Satsuma  (薩摩芋 Satsuma imo?) y es famoso por sus pimientos verdes.

## Demografía
Según los datos del censo japonés, la población de Higashikushira ha disminuido constantemente en los últimos 70 años.
| Gráfica de evolución demográfica de Higashikushira entre 1940 y 2015 |
|                                                                      |
| Oficina de Estadística de Japón                                      |